# Giải bóng đá chuyên nghiệp Các tiểu vương quốc Ả Rập Thống nhất
Giải bóng đá chuyên nghiệp Các Tiểu Vương Quốc Ả Rập Thống nhất (tiếng Ả Rập: دوري المحترفين الإماراتي; tiếng Anh: UAE Pro League), được biết đến vì lý do tài trợ là ADNOC Pro League, là giải bóng đá chuyên nghiệp cao nhất của Các tiểu vương quốc Ả Rập Thống nhất. Giải đấu bắt đầu từ năm 1973 với việc Câu lạc bộ Al-Sharjah đã vượt qua các đội còn lại để trở thành nhà vô địch đầu tiên trong lịch sử giải đấu. 14 câu lạc bộ sẽ tranh tài với nhau theo thể thức vòng tròn lên xuống hạng với Giải hạng Nhất.

## Danh sách các nhà vô địch
Nguồn:
Ghi chú

1. Al-Sharjah.
2. Mùa giải 1990-1991 không thể hoàn thành do Chiến tranh Vùng Vịnh

## Thành tích của các câu lạc bộ

### Hiệu suất của câu lạc bộ
| Câu lạc bộ | Vô địch | Á quân | Các năm vô địch | Các năm á quân                                                         |
| ---------- | ------- | ------ | --- | ---------------------------------------------------------------------- |
| Al-Ain     | 13      | 7      | 1976–77, 1980–81, 1983–84, 1992–93, 1997–98, 1999–2000, 2001–02, 2002–03, 2003–04, 2011–12, 2012–13, 2014–15, 2017–18 | 1975–76, 1977–78, 1993–94, 1994–95, 1998–99, 2004–05, 2015–16          |
| Al-Wasl    | 7       | 8      | 1981–82, 1982–83, 1984–85, 1987–88, 1991–92, 1996–97, 2006–07                                                         | 1983–84, 1985–86, 1986–87, 1988–89, 1989–90, 1992–93, 1995–96, 2016–17 |
| Al-Ahli    | 7       | 4      | 1974–75, 1975–76, 1979–80, 2005–06, 2008–09, 2013–14, 2015–16                                                         | 1973–74, 2000–01, 2003–04, 2012–13                                     |
| Sharjah    | 5       | 8      | 1973–74, 1986–87, 1988–89, 1993–94, 1995–96                                                                           | 1974–75, 1976–77, 1978–79, 1981–82, 1982–83, 1987–88, 1991–92, 1997–98 |
| Al-Wahda   | 4       | 5      | 1998–99, 2000–01, 2004–05, 2009–10                                                                                    | 2002–03, 2005–06, 2006–07, 2013–14, 2017–18                            |
| Al-Nasr    | 3       | 4      | 1977–78, 1978–79, 1985–86                                                                                             | 1980–81, 1996–97, 1999–00, 2011–12                                     |
| Al-Shabab  | 3       | 0      | 1989–90, 1994–95, 2007–08                                                                                             | —                                                                      |
| Al-Jazira  | 2       | 5      | 2010–11, 2016–17 | 2001–02, 2007–08, 2008–09, 2009–10, 2014–15                            |
| Al-Shaab   | 0       | 2      | — | 1979–80, 1984–85                                                       |
| Baniyas    | 0       | 1      | — | 2009–10                                                                |

- Al-Ain (13)
- Shabab Al-Ahli (10)*
- Al-Wasl (7)
- Sharjah (5)

## Cầu thủ

### Ghi bàn nhiều nhất mọi mùa giải
Nguồn:
| Hạng | Quốc tịch                                                                   | Tên                          | Câu lạc bộ                                       | Các mùa             | Số bàn thắng | Số lần khoác áo |
| ---- | --------------------------------------------------------------------------- | ---------------------------- | ------------------------------------------------ | ------------------- | ------------ | --------------- |
| 1    | Các Tiểu vương quốc Ả Rập Thống nhất                                        | Fahad Khamees                | Al-Wasl                                          | 1980–1997           | 166          | 230             |
| 2    | Các Tiểu vương quốc Ả Rập Thống nhất                                        | Mohammad Omar                | Al-Wasl Al-Ain Al-Jazira Al-Dhafra Al-Nasr Ajman | 1992–2011           | 132          | 237             |
| 3    | Các Tiểu vương quốc Ả Rập Thống nhất                                        | Adnan Al Talyani             | Al-Shaab                                         | 1980–1999           | 129          | 232             |
| 4    | Các Tiểu vương quốc Ả Rập Thống nhất                                        | Abdulaziz Mohamed            | Al-Sharjah                                       | N/A–2002            | 127          | N/A             |
| 5    | Các Tiểu vương quốc Ả Rập Thống nhất · Các Tiểu vương quốc Ả Rập Thống nhất | Youssouf Atiq Ahmed Abdullah | Al-Ahli Al-Ain                                   | 1988–2002 1978–1995 | 117          | N/A             |
| 6    | Các Tiểu vương quốc Ả Rập Thống nhất                                        | Faisal Khalil                | Al-Ahli Al-Wasl Al-Shaab                         | 1999–2013           | 114          | 302             |
| 7    | Các Tiểu vương quốc Ả Rập Thống nhất                                        | Ali Mabkhout                 | Al-Jazira                                        | 2009–Present        | 111          | 151             |
| 8    | Ghana                                                                       | Asamoah Gyan                 | Al-Ain Al-Ahli                                   | 2011–2017           | 110          | 102             |
| 9    | Brasil                                                                      | Anderson Barbosa             | Al-Sharjah Al-Wasl                               | 2002–2009           | 99           | 128             |
| 10   | Các Tiểu vương quốc Ả Rập Thống nhất                                        | Ali Thani                    | Al-Sharjah                                       | N/A                 | 93           | N/A             |

### Vua phá lưới các mùa
| Mùa giải | Cầu thủ                        | Câu lạc bộ          | Số bàn thắng |
| -------- | ------------------------------ | ------------------- | ------------ |
| 1974–75  | Suhail Salim                   | Al-Ahli             | 14           |
| 1975–76  | Ali Nawaz Baloch               | Al-Wahda            | 12           |
| 1976–77  | Al Fadhel Santo                | Al-Nasr             | 10           |
| 1977–78  | Mohieddine Habita              | Al-Ain              | 20           |
| 1980–81  | Karim Abdul Razak              | Emirates            | 14           |
| 1981–82  | Ahmed Abdullah                 | Al-Ain              | 12           |
| 1982–83  | Carlos                         | Al-Nasr             | 12           |
| 1983–84  | Ahmed Abdullah Fahad Khamees   | Al-Ain Al-Wasl      | 20           |
| 1984–85  | Fahad Khamees Adnan Al Talyani | Al-Wasl Al-Shaab    | 14           |
| 1985–86  | Mohammed Salem                 | Al-Wahda            | 16           |
| 1986–87  | Adnan Al Talyani Khalil Ghanim | Al-Shaab Al-Khaleej | 13           |
| 1987–88  | Zuhair Bakheet                 | Al-Wasl             | 25           |
| 1988–89  | Fahad Khamees                  | Al-Wasl             | 14           |
| 1989–90  | Hussain Yaslam                 | Baniyas             | 16           |
| 1991–92  | Youssouf Atiq                  | Al-Ahli             | 25           |
| 1992–93  | Saif Sultan                    | Al-Ain              | 20           |
| 1993–94  | Abdulaziz Mohammed             | Al-Sharjah          | 18           |
| 1994–95  | Bader Jassim                   | Al-Wahda            | 10           |
| 1995–96  | Jassim Al Dokhi                | Al-Shaab            | 10           |
| 1996–97  | Bader Jassim                   | Al-Wahda            | 11           |
| 1997–98  | Ali Thani                      | Al-Sharjah          | 18           |
| 1998–99  | Alboury Lah                    | Al-Wahda            | 29           |
| 1999–00  | Alboury Lah                    | Al-Wahda            | 18           |
| 2000–01  | Mohammed Al Enazi              | Al-Wahda            | 22           |
| 2001–02  | Mohammed Al Enazi              | Al-Wahda            | 22           |
| 2002–03  | Cristián Montecinos            | Dubai               | 19           |
| 2003–04  | Ali Karimi                     | Al-Ahli             | 14           |
| 2004–05  | Valdir Anderson Barbosa        | Al-Nasr Al-Sharjah  | 23           |
| 2005–06  | Anderson Barbosa               | Al-Sharjah          | 19           |
| 2006–07  | Anderson Barbosa               | Al-Wasl             | 19           |
| 2007–08  | Faisal Khalil Anderson Barbosa | Al-Ahli Al-Sharjah  | 16           |
| 2008–09  | Fernando Baiano                | Al-Jazira           | 25           |
| 2009–10  | José Sand                      | Al-Ain              | 24           |
| 2010–11  | André Senghor                  | Baniyas             | 18           |
| 2011–12  | Asamoah Gyan                   | Al-Ain              | 22           |
| 2012–13  | Asamoah Gyan                   | Al-Ain              | 31           |
| 2013–14  | Asamoah Gyan                   | Al-Ain              | 29           |
| 2014–15  | Mirko Vučinić                  | Al-Jazira           | 25           |
| 2015–16  | Sebastián Tagliabué            | Al-Wahda            | 25           |
| 2016–17  | Ali Mabkhout                   | Al-Jazira           | 33           |
| 2017–18  | Marcus Berg                    | Al Ain              | 25           |